# Trojská (přírodní památka)
Trojská je přírodní památka na území hlavního města Prahy. Byla vyhlášena 1. září 1982. Podle IUCN spadá do kategorie místo výskytu druhu. Důvodem ochrany jsou společenstva teplomilných pastvin a křovin na výchozech břidlic šáreckého souvrství (spodní ordovik) s výskytem vzácných druhů hmyzu. Oblast chráněného území spadá do Řipského bioregionu a fytogeograficky do dolního Povltaví. Přírodní památka je součástí přírodního parku Drahaň–Troja. Nachází se na území o výměře 1,27 ha v Troji. Leží na jihovýchodně orientovaném svahu mezi ulicemi Trojská a Nad Trojou. Trojská je rozdělena na dvě části – západní a východní. Horní část svahu byla výrazně ovlivněna rumištními rostlinami a druhy splavenými z blízkých zahrad.
Podklad PP Trojská je tvořen sedimenty prvohorního moře. Vrstvy zpevněné černošedými břidlicemi patří do tzv. Šáreckého souvrství (typické naleziště ordovických sedimentů, které jsou popsané ze Šárky).
Svah je pokryt teplomilnými křovinami a trávníky s dominantním druhem – sveřepem vzpřímeným (Bromus erectus). Časté tu jsou taky kostřavy. V červnu tu kvete výraznými nachovými květy vzácná růže galská (Rosa gallica). Roste zde též vzácná locika vytrvalá (Lactuca perennis).
Nachází se tu 46 druhů ploštic z 13 čeledí. U motýlů bylo nalezeno 418 druhů. Bohatě tu jsou taky zastoupeni blanokřídlí a brouci. Některé druhy hmyzu se považují za významné nebo ohrožené. Třináct druhů je chráněno zákonem. Některé druhy stepních vosiček a ploštic nežijí v Čechách jinde než v PP Trojské. Nejbližší podobné lokality se stejnými druhy se nalézají na jižním Slovensku nebo v Maďarsku.
Jednou ročně na přelomu června a července se provádí seč jedné poloviny až dvou třetin území s ponecháním stařiny přes zimu. Management by měl vést nejen k udržení diverzity druhů rostlin a živočichů, ale dokonce i k jejímu zvýšení. V PP Trojské nejsou momentálně žádné problémy s invazními druhy. Nepředpokládá se změna nynějšího stavu.

## Lokalita

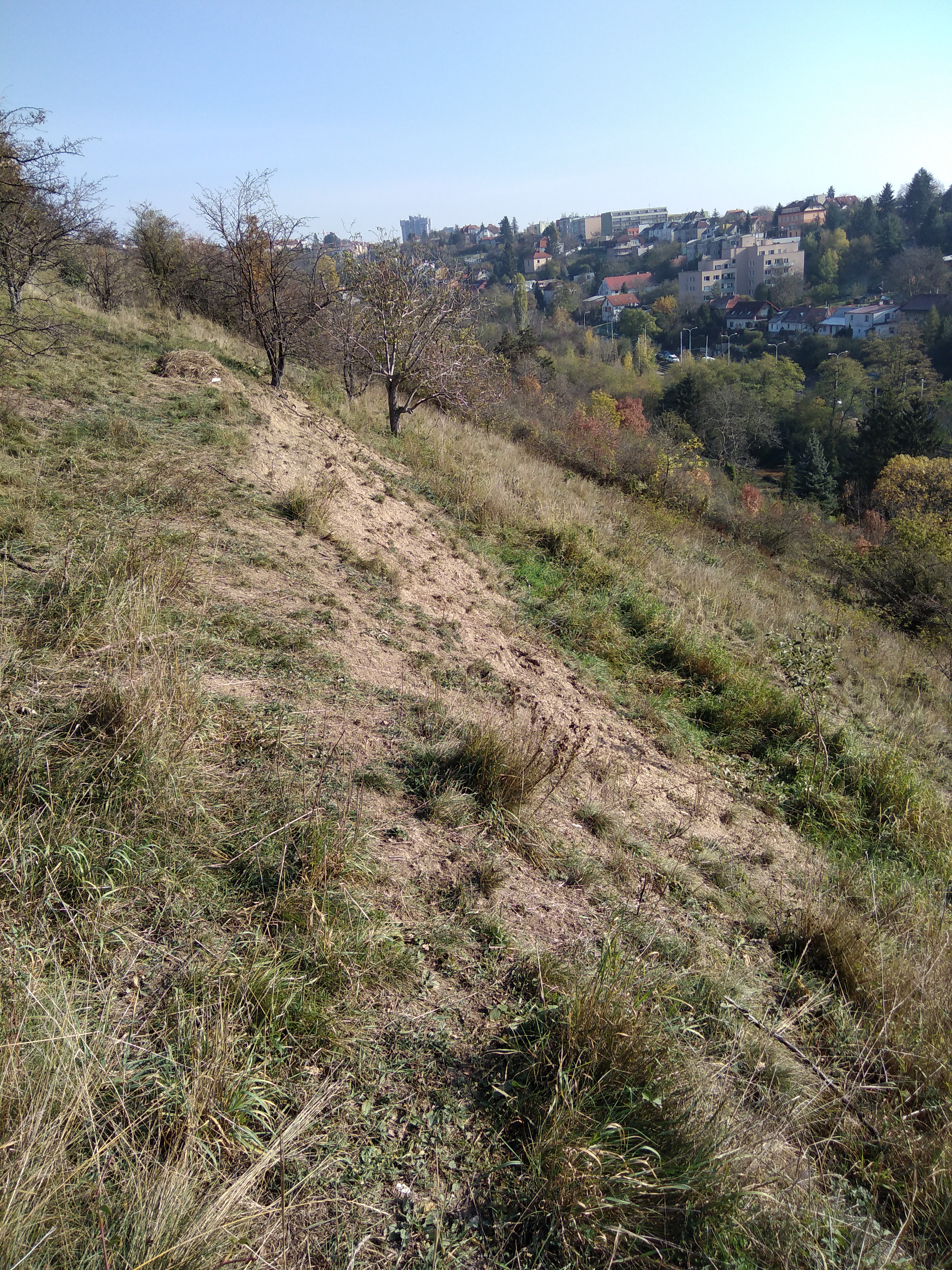
Stráň

Přírodní památka leží na území o velikosti 1,2764 ha v Troji, Praze 8. Nachází se na pravém svahu údolí (mezi zastávkou tramvaje Nad Trojou v Trojské ulici a již zaniklým hostincem Březanka) směrem dolů k Vltavě. Rozkládá se na dvou částech jihovýchodně orientovaného svahu, z něhož je celkem dobře vidět nejen část Libně s Bulovkou a obloukem Vltavy, ale i Holešovice. Nachází se mezi ulicemi Trojská a Nad Trojou. Jde o strmou stráň s nejnižším bodem ve výšce 212 metrů a s nejvyšším bodem v nadmořské výšce 260 metrů. Jihozápadní část je od druhé části oddělena územím, na kterém se nachází jedna parcela převážně zarostlá bujnou vegetací sestávající z keřů. Tato oblast nepatří k přírodní památce Trojská. Horní část svahu byla výrazně ovlivněna rumištními rostlinami a druhy splavenými z blízkých zahrad. Nejcennější východní část chráněného území bylo potřeba oplotit z důvodu vyšlapání cestiček lidmi.
Oblast chráněného území náleží do Řipského bioregionu a fytogeograficky do dolního Povltaví.
Přírodní památka je součástí přírodního parku Drahaň – Troja, který kromě PP Trojská zahrnuje přírodní památky Jabloňka, Salabka, Velká skála, Havránka a přírodní rezervaci Podhoří.

## Historie
Dříve byla oblast pokryta tolitovou doubravou (světlý svahový les) s dominantním dubem zimním (Quercus petraea). Pravděpodobně až s příchodem prvních zemědělců začalo postupné odlesňování této lokality a její přeměně na trvalé pastviny.
Z Mülerova mapování (proběhlo v roce 1720) vyplývá, že se zde také pěstovala vinná réva. Není jasné, zda rostla na svahu v dnešní ulici Nad Trojou. Během prvního až třetího Josefského mapování v letech 1836–1852 byla celá oblast nejspíš používána jako pastvina a v pozdější době i jako ovocný sad. V druhé polovině 20. století začal svah zarůstat křovitou vegetací.
Přírodní památka Trojská s evidenčním kódem 760 byla vyhlášena 1. září 1982. Podle IUCN spadá do kategorie místo výskytu druhu. Podruhé bylo chráněné území vyhlášeno vyhláškou č. 17/2002 s účinností od 1. listopadu 2002.

## Přírodní poměry
PP Trojská patří do teplé klimatické oblasti.

### Geologie
Podklad PP Trojská je tvořen sedimenty prvohorního moře, které se usazovaly před více než 470 mil. let v období spodního ordoviku. Vrstvy zpevněné černošedými břidlicemi patří do tzv. Šáreckého souvrství (typické naleziště ordovických sedimentů, které jsou popsané ze Šárky). Břidlice vystupující na povrch v podobě malých skalek se nacházejí hlavně v západní části území. Pod skalkami v sutích jsou úzké sloupkovité úlomky různé velikosti. Tento rozpad se podle tvaru nazývá roubíkový. Dnešní podoba údolí je způsobena erozemi, které byly v posledním geologickém období, což jsou čtvrtohory. Nejdříve byly narušeny a odplaveny novější druhotné sedimenty, později se tehdejší vodní toky zařízly i do prvních břidlic. Voda tak časem vytvořila středně hluboké údolí a někde odkryla i drobné skalky černošedých břidlic.
V blízkosti chráněného území se nachází 40–50 m široký pruh kyselých i bazických vulkanických hornin.

### Flora
Vyskytuje se zde málo bohaté společenstvo teplomilných trávníků. Svah je pokryt teplomilnými křovinami a trávníky s dominantním druhem – sveřepem vzpřímeným (Bromus erectus). Časté tu jsou taky kostřavy – hlavně kostřava žlábkatá (Festuca rupicola) nebo strdivka sedmihradská (Melica transsilvanica), která je po odkvětu v červnu výrazná hojně obrvenými pluchami. V červnu tu kvete výraznými nachovými květy vzácná růže galská (Rosa gallica), která roste v nízkých plazivých keřících. Mezi cenné rostliny lze zařadit také např. řepík lékařský (Agrimonia eupatoria), rozrazil ožankovitý (Veronica teucrium) nebo řebříček panonský (Achillea pannonica). Ten se vyskytuje v Čechách v okolí Bíliny a Ohře. U dolní části toku Vltavy a v Českém středohoří se nachází na skalnatých nebo kamenitých svazích, na kraji lesa či na stepních pastvinách. Roste zde též vzácná locika vytrvalá (Lactuca perennis) nebo mochna přímá (Potentilla recta), která dosahuje výšky až půl metru. Jedná se o vytrvalou bylinu s malými žlutými kvítky. Typicky roste právě na suchých a slunných místech, na kamenitých stráních či loukách nebo okolo lesních cest. Dále zde rostou např.: mateřídouška panonská (Thymus pannonicus), mateřídouška časná (Thymus praecox), tolice nejmenší (Medicago minima), jetel alpínský (Trifolium alpestre).

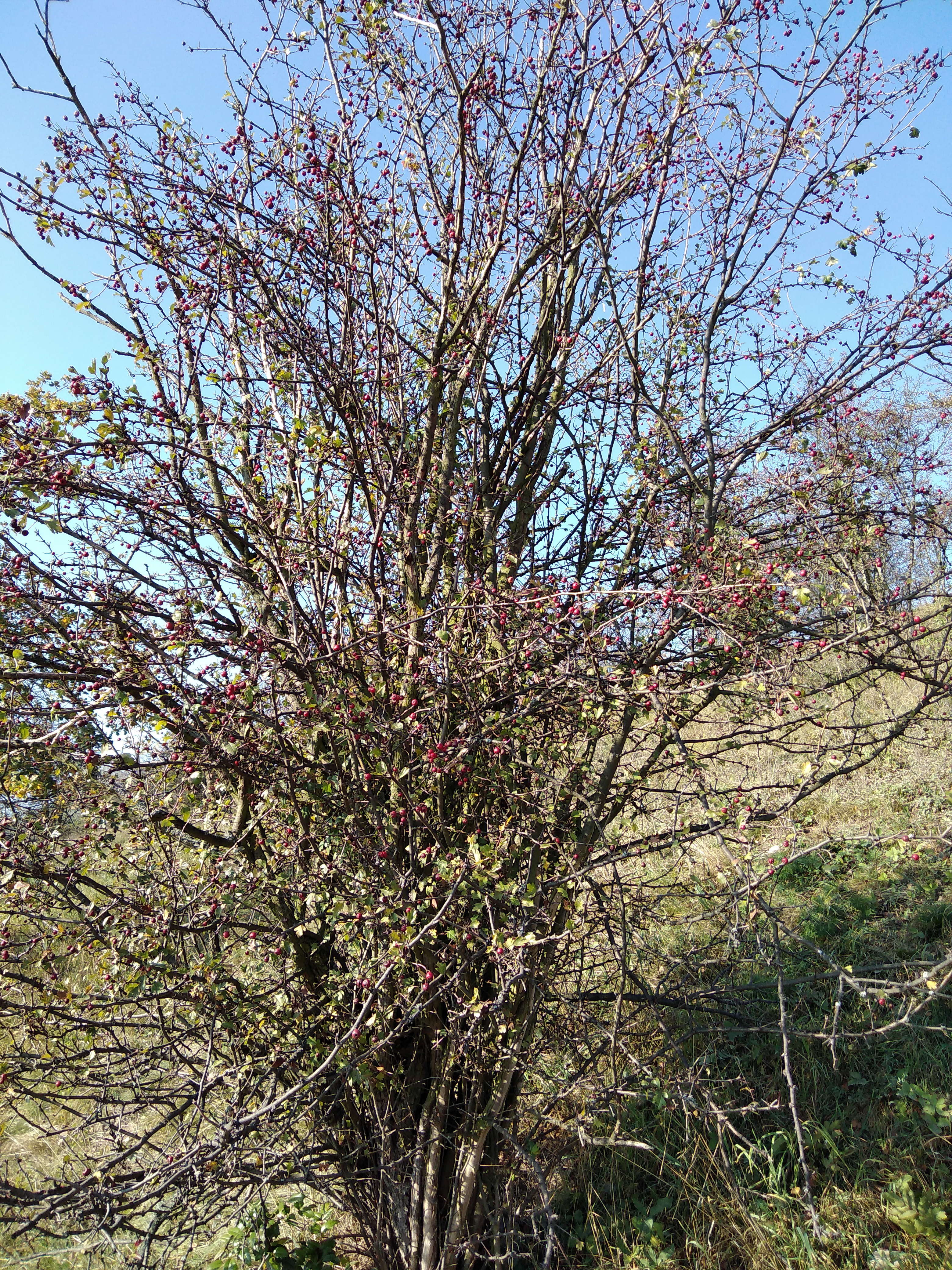
Crataegus sp.

V západní oblasti území se objevují vzácné druhy plevele jako je drchnička modrá (Anagallis foemina), chruplavník rolní (Polycnemum arvensis), černucha rolní (Nigella arvensis) či dejvorec velkoplodý (Caucalis platycarpos). Po odstranění hustých křovinných porostů došlo také k nárůstu počtu zástupců snědku Kochova (Ornithogalum kochii). Vzhledem k odstranění křovin je zastoupení dřevin v lokalitě malé. Nacházejí se zde především hlohy (Crataegus sp.), trnka obecná (Prunus spinosa) nebo růže šípková (Rosa canina).
Ve východní oblasti PP Trojská se v určitých obdobích roku objevují jako dominantní druhy některé četnější stepní druhy. Hojně se tak vyskytuje např. máčka ladní (Eryngium campestre) nebo chrpa latnatá (Centaurea stoebe). Oba druhy začínají kvést na začátku července. Mezi dominantní druhy patří též rozchodník velký (Hylotelephium maximum). Nacházejí se tu ale i jiné rozchodníky – rozchodník šestiřadý (Sedum sexangulare), rozchodník bílý (Sedum album). Rostou v blízkosti malých skalek. Čičorka pestrá (Coronilla varia) tvoří bohaté porosty na začátku léta. Je důležitá pro některé druhy motýlů, hlavně stepní modrásky, jako živná rostlina. Sem tam se ve vegetaci v horní části svahu objevuje šalvěj hajní (Salvia nemorosa). V celé východní oblasti se vyskytuje srpek obecný (Falcaria vulgaris) a prorostlík srpovitý (Bupleurum falcatum).

### Fauna
Nachází se tu 46 druhů ploštic z 13 čeledí. U motýlů bylo nalezeno 418 druhů. Bohatě tu jsou taky zastoupeni blanokřídlí a brouci. Z prvních zmíněných je na lokalitě přítomno 184 druhů, brouků je 138 druhů. Některé druhy hmyzu se považují za významné nebo ohrožené. Třináct druhů je chráněno zákonem. Některé druhy stepních vosiček a ploštic nežijí v Čechách jinde než v PP Trojské. Nejbližší podobné lokality se stejnými druhy se nalézají na jižním Slovensku nebo v Maďarsku.
Nejvýznamnější je výskyt vosičky Cleptes aerosus, která se jinak objevuje na jižní Moravě. Jedná se zde o momentálně jediný výskyt v Čechách a nejseverněji položené místo v Evropě, kde lze vosičku spatřit. Stejně tak to platí o vosičce Ceratepyris fuscipennis, která byla poprvé popsána v Dalmacii. Mezi zajímavý hmyz také patří zlatuška Cleptes aerosus. Ta byla spatřena poprvé na českém území v PP Trojská v 60. letech 20. století. Až v 90. letech 20. století byla znovu nalezena na protějším břehu Vltavy v PP Baba a v Prokopském a Radotínském údolí. Jedná se o velmi vzácný druh, který je závislý na prostředí skalní stepi s občasnými křovinami. Z blanokřídlých se tu také nalézají vzácné teplomilné kutilky (Belomicrus italicus, Solierella compedita, Tachysphex grandii) nebo teplomilná hbitěnka Heterocoelia hungarica či kleptoparazitická hrabalka Evagetes subglaber.
Z motýlů zde žijí např. otakárek fenyklový (Papilio machaon) a otakárek ovocný (Iphiclides podalirius).
Z ploštic stojí za zmínku lovčice Prostemma guttula, ploštička Raglius cofusus.
Brouci jsou na této lokalitě zastoupeni stepními střevlíky Harpalus serripes, Masoreus wetterhalli a Microlestes fissuralis. Z mandelinkovitých jsou tu zástupci Crioceris duodecimpunctata, Crioceris asparagi. Mezi reliktní druhy patří např. Coptocephala rubicunda, Cryptocephalus schaefferi, Galeruca pomonae. Z nosatcovitých reliktních druhů se zde vyskytují Apion penetrans, Sitona longulus či Comasinus setiger nebo z kráscovitých Agrilus sinuatus či hrotařovitých Mordellistena weisei.
Na území lze nalézt bezkřídlí stepní terikolní hmyz (Otiorhynchus velutinus, Omias rotundatus, Brachysomus villosulus). Mezi teplomilný rovnokřídlý hmyz patří kobylka Leptophyes albovittata a cvrčivec révový (Oecanthus pellucens). Přítomnost vzácného cvrčivce révového jen potvrzuje, že zde byly v minulosti vinice. Jde o 1-1,4 cm velikého živočicha. Mezi místní pavouky patří běžník Ozyptila nigrita či teplomil Titanoeca quadriguttata, jehož samci mají čtyři nápadné bílé skvrny na tmavém zadečku.

## Ochrana
Předmětem ochrany jsou společenstva teplomilných pastvin a křovin na podkladě tvořeném z břidlic šáreckého souvrství s výskytem vzácného hmyzu. Dlouhodobým cílem péče je udržení druhové rozmanitosti a početnosti, hlavně u teplomilných organismů. Obnovením dříve aplikovaného hospodaření, jako je pastva nebo seč by mělo dojít k navrácení stepi s vtroušenými dřevinami.
Poslední roky byly z území postupně odstraňovány křoviny a probíhaly seče v pruzích po vrstevnici, kdy vždy část plochy nebyla posečena.
Mezi škodlivé vlivy a ohrožení PP v dnešní době patří dělání pikniků v horní části území. V Trojské zůstávají po lidech odpadky.
Území je rozděleno do dvou částí se souborem základních typů managementů podle biotopů, rozdělení MZCHÚ a aktuálního stavu stanovišť. Východní část památky je označena jako Plocha 1 a západní část jako Plocha 2.

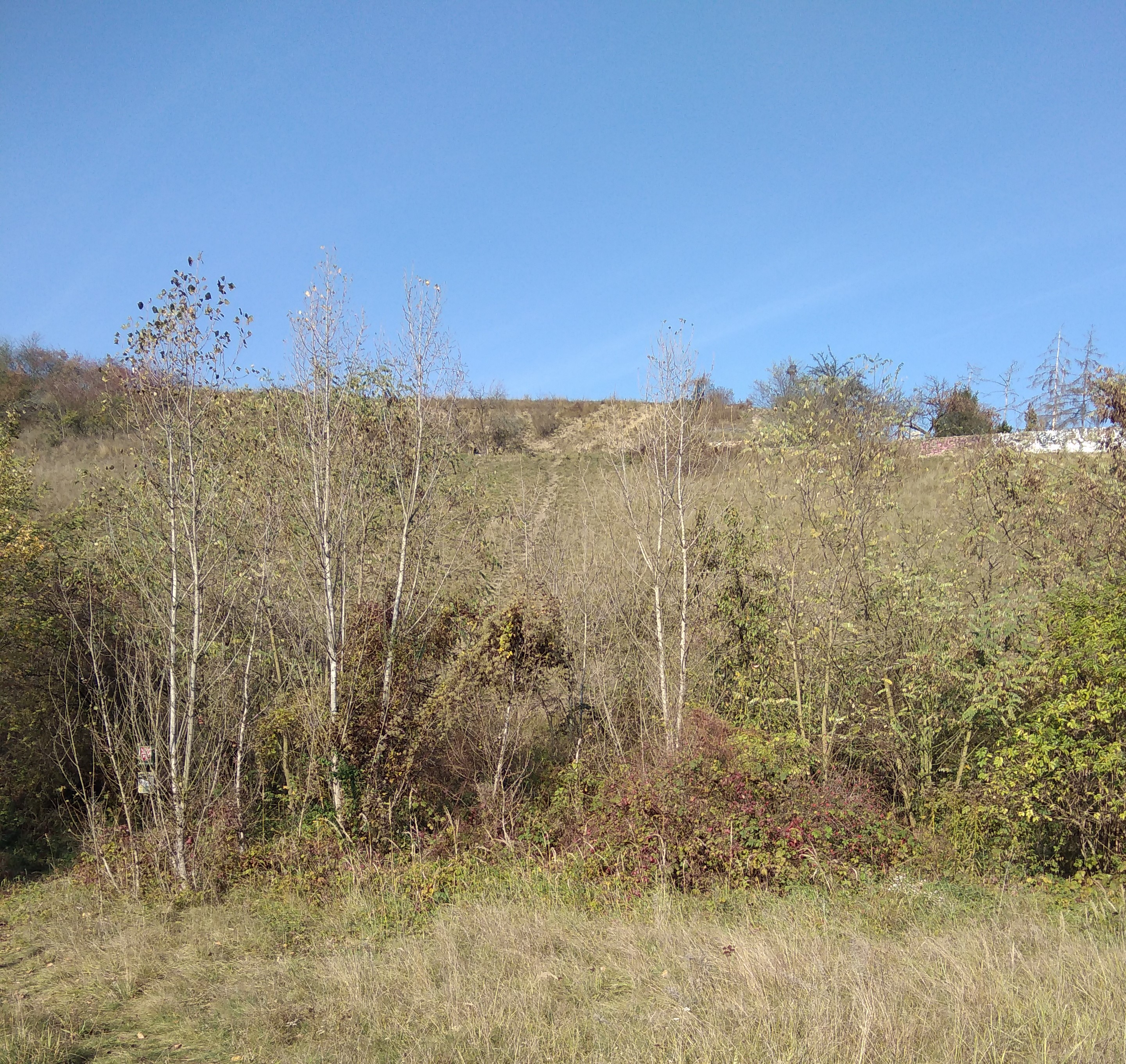
Východní část chráněného území

Na Ploše 1 ojediněle rostou dřeviny Rosa sp., Crataegus sp. a zapojení bylinného patra je místy menší. V poslední době se zde prováděla seč, kdy určitá část vegetace nebyla posečena. V plánu je pokračovat ve současném managementu, což znamená, seč jednou ročně (červen–červenec). Posečena bude cca jedna polovina až dvě třetiny plochy, stařina bude zanechána přes zimu, v dalším roce budou primárně podle totožného klíče sečeny neposečená místa. Posečená vegetace bude v každém případě odstraněna mimo území PP Trojská.
Na Ploše 2 rostou roztroušeně ovocné dřeviny a jiné jako např. Rosa sp., Crataegus sp. Zapojení bylinného patra je někde menší podobně jako u první plochy. Na tomto místě bylo v minulosti prováděno vyřezávání dřevin. V plánu je, seč jednou ročně (červen–červenec). Posečena bude opět cca jedna polovina až dvě třetiny plochy, stařina bude zanechána přes zimu, v dalším roce budou primárně podle totožného klíče sečeny neposečená místa. Posečená vegetace bude v každém případě odstraněna mimo území PP Trojská. Uvažuje se o snížení dřevin o přibližně jednu čtvrtinu.
Management obou stanovišť by měl vést nejen k udržení diverzity druhů rostlin a živočichů, ale dokonce i k jejímu zvýšení. V PP Trojské nejsou momentálně žádné problémy s invazními druhy. Nepředpokládá se změna nynějšího stavu.

## Turistika
Nejlepší způsob dopravy na PP Trojská je tramvají ze zastávky Nádraží Holešovice. Tramvají se jede dvě stanice do zastávky Nad Trojou. Chráněné území je zezdola od zastávky kvůli pásu stromů a keřů neprůchozí. Nicméně se tu nachází informační tabule o lokalitě.  Proto je dobré památku obejít seshora ulicí Nad Trojou, což radí i zmíněná informační tabule.